# Ochteridae
Ochteridae (Kirkaldy, 1906) è una famiglia di piccoli insetti semiacquatici Nepomorfi (ordine Rhynchota, sottordine Heteroptera).

## Descrizione
Insetti di dimensioni piccole, hanno un corpo di profilo ovoidale e appiattito in senso dorso-ventrale, di colore scuro con macchie più chiare e aspetto vellutato del dorso conferito dalla pubescenza.
Il capo è largo e corto, con occhi grandi e prominenti, due ocelli e tricobotri. Le antenne sono composte da 4 articoli, di cui i due basali piuttosto corti, gli altri sottili; nel complesso sono più corte del capo e in riposo vengono alloggiate in fossette nella parte ventrale del capo. Il rostro è lungo e sottile, formato da quattro segmenti e in genere oltrepassa l'inserzione delle coxe posteriori.
Il torace mostra un pronoto di forma trapezoidale, con margini appiattiti e il mesoscutello lungo quanto il pronoto. Le emielitre mostrano la tipica differenziazione in corio, clavo e membrana; quest'ultima evidenzia due serie di cellule nella parte prossimale. Le zampe sono sottili e di tipo cursorio; i protarsi e i mesotarsi sono composti da due segmenti, quelli posteriori da tre.
L'addome dei maschi ha gli ultimi uriti e le armature genitali asimmetrici, con la forte riduzione del paramero sinistro.

## Habitat e biologia
Insetti semiacquatici, si rinvengono in ambienti umidi, generalmente sulle sponde di acque stagnanti, su substrati fangosi o sabbiosi e fra la vegetazione riparia. Sono predatori a spese di larve di Ditteri, Collemboli e Afidi.

## Sistematica e diffusione
La famiglia comprende circa 60 specie ripartite fra tre generi:
- Ochterus: è il genere più importante per diffusione e numero di specie, cosmopolita anche se la maggior parte delle specie sono diffuse nelle regioni tropicali del Sudest Asiatico, dell'Australia e della Melanesia.
- Ocyochterus: comprende una sola specie sudamericana.
- Megochterus: comprende due sole specie, endemiche dell'Australia.